# 閃卡 (網絡用語)
閃卡是香港的，是在陳冠希裸照事件中，網民對流出的相關藝人的色情照片的別稱，後來亦引伸為所有色情照片的代稱（如章子怡沙灘照）。
閃卡一詞於香港原指印有藝人肖像、表面閃閃發亮的小卡片，很多人於童年時都以收集和交換閃卡為樂。
網民於網上交流藝人床照時，為了防止被警方發現，便創作代號，以避免被警方發現。由於相關藝人的照片超過一千多張，而有關照片亦不斷陸續流出，下載有關照片的網友覺得自己猶如在收集「閃卡」，故而得名。
有網友收集那些色情照片之後，以壓縮檔壓縮照片，並加上密碼保護，然後把檔案放在Foxy平台以供「發佈」。有網友用Foxy找尋或下載「閃卡」，隨即找到很多相關檔案，可見疑似藝人的色情照片的擴散速度愈來愈快。

## 外部連結
- 最紅網路密語「新閃卡」 搜尋下載陳冠希照片
- 淫照事件／找慾照？ （页面存档备份，存于）
- 章子怡火辣程度直逼陳冠希 沙灘照造成網絡癱瘓 （页面存档备份，存于）